# 西村眞悟
西村 眞悟（にしむら しんご、1948年（昭和23年）7月7日 ‐ ）は、日本の政治家、元弁護士。政治団体「祖国再生同盟」特別顧問。
衆議院議員（6期）、防衛政務次官（小渕第2次改造内閣）、衆議院懲罰委員長、衆議院災害対策特別委員長、衆議院海賊行為への対処並びに国際テロリズムの防止及び我が国の協力支援活動等に関する特別委員長、民社党中央執行委員・国際局長、自由党組織委員長・内閣部会長・代議士会会長・大阪府連会長、太陽の党代表などを歴任した。氏名表記は一般に新字体の「真悟」が用いられている。
実父は元衆議院議員西村栄一（民社党第二代委員長）。従兄弟は元衆議院議員西村章三。岳父は元衆議院議員岡澤完治。実子に元大阪府議会議員の西村日加留。

## 来歴

### 生い立ち
1948年（昭和23年）7月7日、西村栄一の四男として大阪府堺市に生まれた。母・秀子は音楽家・東儀哲三郎の二女。一家は、堺市上野芝向ヶ丘町という丘の上の田舎の住宅街に住んでいた。西村が生まれたときには、家に長兄夫婦、姉、章三（のち衆議院議員）、勇三がいた。章三は、戦前戦後の混乱期に母子家庭となっていた生家から栄一のもとに来た。

### 学生時代
大阪学芸大学付属天王寺中学校（現：大阪教育大学附属天王寺中学校）、大阪教育大学附属高等学校天王寺校舎を経て一浪後京都大学法学部に入学。
大学には8年在学した。22歳の時、父・栄一が死去。西村によると「なにしろ、父親が亡くなったうえは、奮起して生活路線を築くというのが大学卒業を控えた息子の通常の姿ではないか。しかし、僕はその反対をころがりはじめた。大学は卒業するどころか、八年も在学してしまった。裏表といえば聞こえはいいが、僕の場合は裏裏だった。八年で大学を放り出されるのが判っていても、将来の進路が定まらない。それでおふくろは、あるとき、突然僕にこう言った“明日、職安へいけ”と…」。
1976年（昭和51年）京都大学法学部卒業。

### 神戸市役所時代
国と地方の公務員試験を数個受け合格したが、日本から独立してもやっていけそうな神戸市に就職した。神戸市には3年勤めて退職した。神戸市を退職したときの夕食後の家での会話は「ご飯を食べている最中に言えば食い物が喉に通らないので、食べ終わったから言うが、俺は今日神戸を退職してきた。明日からは給料はない」だった。

### 弁護士として
1982年（昭和57年）34歳で司法試験に合格した。一年前に結婚して既に子もあった。37期司法修習生となる（同期に稲田朋美がいる）。1985年（昭和60年）、弁護士登録。
弁護士になって四年後、数か月イギリスで暮らしたくなり、その間の生活費を稼いで家にいれ、1987年（昭和62年）12月に日本をあとにした。ロンドンとケンブリッジの中間のサフロン・ウオルデンという小さな田舎町に下宿して勉強をしている時、母に「俺は、政治家になり、偉大になる。」と手紙を書いた。母からの手紙には「私は、幸せだ。」と書いてあった。
この後政界入りするまでに連合大阪顧問弁護士を経験する。「西村眞悟弁護士法違反事件」も参照。

### 政治家として
1992年（平成4年）7月、第16回参議院議員通常選挙の大阪府選挙区に連合の会公認、社会党・民社党・社民連推薦で出馬し、落選。
1993年（平成5年）7月、第40回衆議院議員総選挙の旧大阪5区に民社党公認・新生党推薦で出馬し初当選。
1994年（平成6年）12月、民社党解党。新進党結成に参加。同党初代党首選では民社党委員長・米沢隆の推薦人となるも、米沢は落選。
1996年（平成8年）10月、第41回衆議院議員総選挙の大阪17区に新進党公認で出馬し当選（2期目）。
1997年（平成9年）12月、新進党解党。翌1998年（平成10年）1月、小沢一郎を党首とする自由党結成に参加。
1999年（平成11年）10月5日、小渕内閣第2次改造内閣の防衛政務次官に就任。同月19日発行の週刊プレイボーイのインタビュー記事の中で 「集団的自衛権は『強姦されている女を男が助ける』という原理ですわ」「『大東亜共栄圏、八紘一宇を地球にひろげる』や」「柔らかい乗り物（女）には乗れませんけど、カタイ乗り物には乗り放題ですわ（一同爆笑）」などと発言し、それをきっかけに同月20日に防衛政務次官を辞任。
2000年（平成12年）6月、第42回衆議院議員総選挙の大阪17区に自由党公認で出馬し小選挙区では敗れるも比例近畿ブロックで復活当選（3期目）。
2003年（平成15年）9月、自由党解党。民由合併で民主党に合流。同年11月、第43回衆議院議員総選挙の大阪17区に民主党公認で出馬し当選（4期目）。
2005年（平成17年）9月、第44回衆議院議員総選挙の大阪17区に民主党公認で出馬し小選挙区では敗れるも比例復活で当選（5期目）。11月28日、弁護士法違反で逮捕される。
民主党に離党届を提出したが、党の臨時役員会は受理せずに除籍処分とした上で、西村への議員辞職勧告を決定した。11月29日、民主党が除籍処分を常任幹事会で決定。
西村は「（北朝鮮による）拉致被害者救出のために議席を維持しなければならない」として、議員辞職を拒否したが、翌2006年（平成18年）3月18日、衆議院本会議で辞職勧告決議を受ける。
2007年（平成19年）9月25日、大阪地裁に於いて、弁護士法違反（弁護士の名義貸し）として懲役2年・執行猶予5年の判決。組織的犯罪処罰法（犯罪収益収受）に関しては無罪。検察側、弁護側ともに控訴しなかったため確定し、同法第7条（欠格事項）に基づき資格剥奪。
2008年（平成20年）9月24日、改革クラブへ参加し、同クラブの衆議院代表に就任。西村の参加により改革クラブは所属議員が衆参合わせて5名となり、政党助成法に基づく政党要件を満たした。内閣総理大臣指名選挙では他の改革クラブ国会議員と同じ麻生太郎ではなく平沼赳夫を支持した（前年は民主党代表の小沢一郎を支持、前々年は自由民主党総裁の安倍晋三を支持）。
2009年（平成21年）8月、第45回衆議院議員総選挙の大阪17区に改革クラブ公認で出馬するが、小選挙区・比例区ともに落選。
2010年（平成22年）7月9日、HPにて「たちあがれ日本の運動員」という言葉を使い、たちあがれ日本に参加したことを明かした。後にたちあがれ日本に入党、同党の大阪17区支部長となる。
2012年（平成24年）たちばな出版の「伝統と革新」に3月発売の第7号から毎号、論評を寄せる。9月、弁護士法違反事件の執行猶予が満了。12月17日、第46回衆議院議員総選挙に日本維新の会公認で比例近畿ブロック単独候補として出馬し、当選。衆議院議員として政界に返り咲く。
2013年（平成25年）5月17日、維新の会の会合において「日本には韓国人の売春婦がうようよいる。反撃に転じた方がよい。」、「大阪の繁華街で『おまえ、韓国人慰安婦やろ』と言ってやったらいい。」などと発言したことに関して、その場にいた党員から問題視されて撤回を要求されたため、その場で発言を撤回した上、同日中に維新の会へ離党届を提出した。なお、維新の会の幹事長である松井一郎（大阪府知事）は除籍する方針を示し、議員辞職も求めると述べた。同年5月18日、党から除名された。
2014年（平成26年）9月25日より太陽の党代表。
2014年（平成26年）11月26日、次世代の党は、太陽の党代表の西村を第47回衆議院議員総選挙大阪16区の公認候補として擁立すると発表し、西村は太陽の党を離党した。12月14日に実施された総選挙において、小選挙区で公明党の北側一雄に敗れ、比例復活もならず落選。
2016年（平成28年）3月12日、日本のこころを大切にする党（次世代の党から改称）は、西村を第24回参議院議員通常選挙全国比例区の公認候補として擁立したが、落選。
2017年9月20日、翌月投開票が行われる第48回衆議院議員総選挙に対し、安倍政権への支持を表明した上で、与党候補との競合を避けるためとして出馬しない意向を表明した。
2018年秋の叙勲で旭日重光章を受章。

## 人物

### 統一教会との関係
- 2024年3月18日、統一教会の機関誌「世界日報」が運営するニュースサイト「ビューポイント」にインタビュー記事が掲載された[21]

- 2024年5月1日、世界日報およびビューポイントにインタビュー記事が掲載された[22][23]。

## 活動・主張
消費税
- 「消費税を上げても、税収は増えない。消費税を上げたら、国民の消費意欲が落ち込み、消費が減退する。消費が減れば、消費税値上げは、景気をも減退させる「毒」となる。」と主張している[24]。

アルジェリア人質事件
- アルジェリアで、日本人10名がテロの犠牲になったことについて、「危ないですよ」と言うだけで、「国民を危険にさらし続ける」現状を変えるべきだと主張した[25]。

拉致問題
- 「国民が拉致されるまま放置している国家が日本であるとするならば、それは、もはや日本ではないわけです。」「核の問題と拉致被害者救出と、どちらが優先するかと彼（アメリカ政府の高官）は私に聞いてきた。私は、決まっているじゃないか、拉致被害者救出だ、これに命をかける国家でなくしてどうして存続が確保できるのか、こう答えたときに、彼はそのとおりだと言った。」と答弁した[26]。

- 1997年（平成9年）2月3日 - 衆議院予算委員会において、初めて横田めぐみ拉致事案を取り上げ、また田口八重子・地村保志・濱本富貴惠・蓮池薫・奥土祐木子・市川修一・増元るみ子などの実名も挙げ、彼らが北朝鮮に拉致されていると明確に指摘した質疑を行い、内閣総理大臣の橋本龍太郎や外務大臣の池田行彦に政府の見解を質した。同月、中山正暉が会長となり設立された「北朝鮮拉致疑惑日本人救済議員連盟（旧拉致議連、解散済）」の事務局長代理に就任。2002年（平成14年）4月 - 旧拉致議連の解散に伴って改めて立ち上げられた「北朝鮮に拉致された日本人を早期に救出するために行動する議員連盟（新拉致議連）」の幹事長に就任[27]。

尖閣諸島

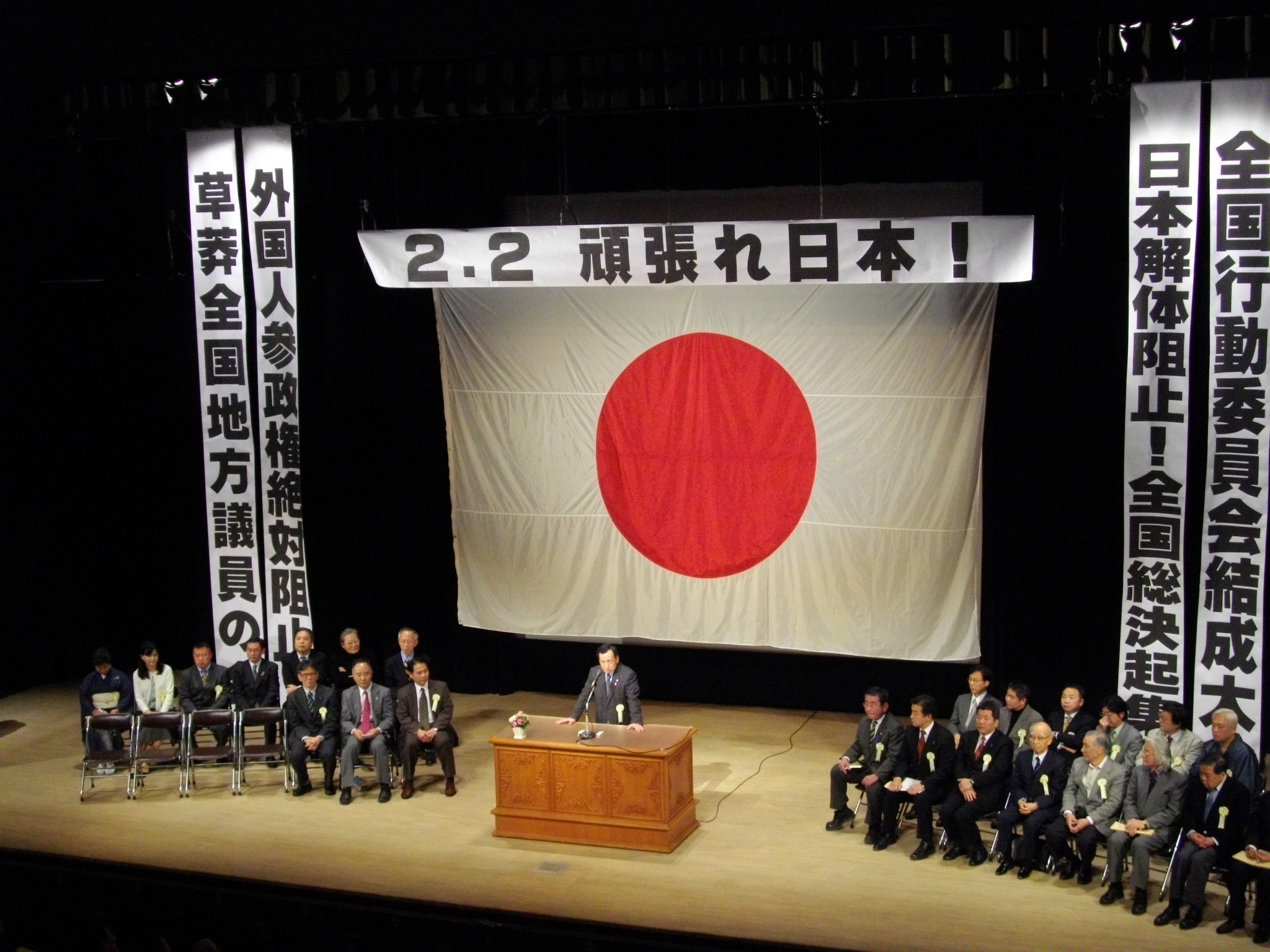
2010年2月2日、頑張れ日本!全国行動委員会結成大会における西村。登壇者（田母神俊雄「頑張れ日本！全国行動委員会」代表）の右隣。

- 1997年（平成9年）5月6日 - 尖閣諸島の魚釣島に石垣市議会議員の仲間均、フリーカメラマンの宮嶋茂樹、映像教育研究会の稲川和男の三人と視察を行った。国会議員の上陸はこれが初めてのことであった[29]。

その他
- 1999年（平成11年）防衛政務次官在任中に週刊プレイボーイ誌上での大川豊との対談で「強姦してもなんにも罰せられんのやったら、オレらみんな強姦魔になってるやん。けど、罰の抑止力があるからそうならない。」「日本も核武装したらええ。」「集団的自衛権は強姦される女を守るようなもん。」「反対派の女性議員（記事では実名）にお前が強姦されても助けてやらんぞと言った。」等と発言したことで政務次官辞任に追い込まれた。同発言に対しては野党だけでなく自民党内からも批判があった。（詳細は大川豊も参照。）なお辞任記者会見では核武装の部分に関しては撤回せず「問題提起すら許されないのか。」等と発言し物議をかもした。なお西村はその後も「日本も先軍政治で行くべき。」等国防問題に関してタカ派的な発言を繰り返した。
- 2004年（平成16年）2月25日 - 議員連盟「教育基本法改正促進委員会」設立総会のあいさつで「お国のために命を投げ出しても構わない日本人を生み出す。お国のために命をささげた人があって、今ここに祖国があるということを子ども達に教える。これに尽きる」と発言した[30]。
- 2007年（平成19年）6月 - アメリカ合衆国下院121号決議に対する抗議広告「THE FACTS」賛同者に国会議員として名を連ねる。
- 2008年（平成20年）11月1日 - 自身のブログで田母神俊雄の主張に対し「当たり前のことを述べておられる。同感である」と賛同した[31]。
- 選択的夫婦別姓制度導入に反対しており[32]、「日本という国民国家を解体する左翼の運動」であると主張している[33]。
- 軍隊や天皇大権の保持を主張している[34]。
- 婚外子の相続における差別の撤廃に反対[35]。なお、最高裁判所は、2013年（平成25年）9月4日に相続において婚外子を差別する民法の規定が違憲であるとの判断を下している[36]。
- 相続税を「国民が一生かけて残した財産を、「お上」がどういう理由か取り上げることを前提にした極めて不合理なもの」「税金は生きている時に働いて払っている」「子供達が親の財産をもらってはならないという思想が根拠ならば、これは既に私有財産を否定した共産主義国家」と批判し廃止すべきだと主張している[37]。

## エピソード
北朝鮮による日本人拉致問題への取り組みとして、「北朝鮮に拉致された日本人を早期に救出するために行動する議員連盟」の幹事長を務めた。
第170回国会で提出された「パチンコ店における出玉の換金行為を取り締まり、完全に違法化することに関する請願」の紹介議員である。
数学者岡潔を信奉する人物の中では古参の一人である。
2014年（平成26年）の第186回国会において、大臣、副大臣、政務官、補佐官、議長、副議長、委員長のいずれの要職にもついていなかったのみならず、質問、議員立法、質問主意書提出のいずれもなかったことが指摘された。
いわゆる保守政治家であるが、自由民主党に所属したことが一度もない。なお、次男の西村日加留（元大阪府議会議員）は自民党所属である。

## 発言
2013年2月、竹島関連の集会に出席し、たとえ「戦争をしてでも」島の主権を奪還すべきだと演説したことがある。
2013年（平成25年）5月17日の党代議士会で、「日本には韓国人の売春婦がうようよいる。大阪の繁華街で韓国人に『おまえ、慰安婦やろ』と言ってやったらいい」「外電では橋下氏の報道が捏造され始めている。慰安婦がセックススレイブと転換されている。これが広がれば反日暴動、謀略が成功しかねない。反撃に転じた方が良い」と発言、直後に取り消し謝罪した。ただし、維新の会の幹事長である松井一郎が議員辞職を求めたことに関しては、「私は、断じて議員を辞職しない。いや、辞職してはならないのだ」、「私は、祖国日本に対する愛と忠誠の故に、断じて議員辞職できない。千万人が来ても、辞職しない。」と述べている。

## 所属団体・議員連盟
- 日本会議国会議員懇談会
- 人権擁護法案から人権を守る会
- 北朝鮮に拉致された日本人を早期に救出するために行動する議員連盟
- 日本の領土を守るため行動する議員連盟
- 朝日新聞を糺す国会議員の会
- 公益財団法人日本国際フォーラム（政策委員[45]）

## 家族・親族

### 西村家
奈良県香芝市、大阪府堺市
父・栄一（政治家・民社党第2代委員長）
- 1904年（明治37年）3月生 - 1971年（昭和46年）4月没。

母・秀子（音楽家東儀哲三郎の二女）
- 1909年（明治42年）1月生 - 2002年（平成14年）12月没。洗礼名マリア。

- 東儀家は、宮中の雅楽を伝える家であった[46]。大陸からの渡来人・秦氏の末裔という。秀子は東京神田三崎町に生まれた。秀子の父哲三郎は洋楽のヴァイオリンを専攻し東京音楽学校でヴァイオリンを教えていた[46]。秀子もピアニストを目指した[46]。父親の哲三郎のヴァイオリンと二女秀子のピアノでベートーヴェンのクロイツェルソナタを演奏できた[46]。秀子は評論家の俵孝太郎の妹のピアノの家庭教師をしたことがあったが、俵はその著書で「東儀秀子さんは、その当時和服やモンペだけの時代に洋服姿で颯爽と現れた」と書いている[47]

兄・勇三（画家）
- 1945年（昭和20年）8月 - 2008年（平成20年）9月没

- 早産のために小児麻痺の障害を持って生まれた[48][49]

妻（弁護士、税理士、政治家岡沢完治の娘）
2男1女
- 長男の林太郎は2008年（平成20年）1月9日、衆議院新赤坂宿舎20階の西村の部屋から転落死。この件に関して、西村は旧知の記者を通じて「強いうつ病の症状があり、前日に慶應義塾大学病院の医師の診察を受けており、当日も同病院まで連れて行く予定があった」との手記を発表した[50]。学習院大学法学部を卒業し、大阪府堺市内の自宅で弁護士を目指して司法試験の勉強をしていたが、2度失敗。司法浪人生活をやめ、都内の出版社で働き始め、上京したばかりだった[51]。
- 次男の日加留（ひかる）は自衛官を経て2017年9月の大阪府議補選（堺市堺区選挙区）に自民党公認・日本のこころ推薦で出馬したが落選。2019年4月の大阪府議会議員選挙(堺市堺区選挙区)に自民党公認で出馬し初当選[52][53]。2023年4月の大阪府議会議員選挙で落選。
- 長女の和日子（わかこ）[54]は2024年10月、第50回衆議院議員総選挙に参政党公認で大阪7区より出馬し、落選。

従兄・西村章三（政治家）

### 略系図
|  |  |  |  |          |          |          |          | 西村久太郎 |            |            |            |            |            |          |          |          |          |          |          |          |          |          |          |            |            |            |            |            |            |  |  |          |          |          |          |          |          |  |  |  |  |  |  |  |  |  |  |  |  |  |  |  |  |  |  |  |  |  |  |  |  |  |  |  |  |  |  |  |  |
|  |  |  |  |          |          |          |          |            |            |            |            |            |            |          |          |          |          |          |          |          |          |          |          |            |            |            |            |            |            |  |  |          |          |          |          |          |          |  |  |  |  |  |  |  |  |  |  |  |  |  |  |  |  |  |  |  |  |  |  |  |  |  |  |  |  |  |  |  |  |
|  |  |  |  |          |          |          |          | 西村栄太郎 | 西村栄太郎 | 西村栄太郎 | 西村栄太郎 | 西村栄太郎 | 西村栄太郎 |          |          |          |          |          |          |          |          |          |          | 東儀哲三郎 | 東儀哲三郎 | 東儀哲三郎 | 東儀哲三郎 | 東儀哲三郎 | 東儀哲三郎 |  |  |          |          |          |          |          |          |  |  |  |  |  |  |  |  |  |  |  |  |  |  |  |  |  |  |  |  |  |  |  |  |  |  |  |  |  |  |  |  |
|  |  |  |  |          |          |          |          | 西村栄太郎 | 西村栄太郎 | 西村栄太郎 | 西村栄太郎 | 西村栄太郎 | 西村栄太郎 |          |          |          |          |          |          |          |          |          |          | 東儀哲三郎 | 東儀哲三郎 | 東儀哲三郎 | 東儀哲三郎 | 東儀哲三郎 | 東儀哲三郎 |  |  |          |          |          |          |          |          |  |  |  |  |  |  |  |  |  |  |  |  |  |  |  |  |  |  |  |  |  |  |  |  |  |  |  |  |  |  |  |  |
|  |  |  |  |          |          |          |          |            |            |            |            |            |            |          |          |          |          |          |          |          |          |          |          |            |            |            |            |            |            |  |  |          |          |          |          |          |          |  |  |  |  |  |  |  |  |  |  |  |  |  |  |  |  |  |  |  |  |  |  |  |  |  |  |  |  |  |  |  |  |
|  |  |  |  |          |          |          |          |            |            |            |            |            |            |          |          |          |          |          |          |          |          |          |          |            |            |            |            |            |            |  |  |          |          |          |          |          |          |  |  |  |  |  |  |  |  |  |  |  |  |  |  |  |  |  |  |  |  |  |  |  |  |  |  |  |  |  |  |  |  |
|  |  |  |  | 〇       | 〇       | 〇       | 〇       | 〇         | 〇         |            |            | 西村栄一   | 西村栄一   | 西村栄一 | 西村栄一 | 西村栄一 | 西村栄一 |          |          |          |          |          |          | 秀子       | 秀子       | 秀子       | 秀子       | 秀子       | 秀子       |  |  | 岡澤完治 | 岡澤完治 | 岡澤完治 | 岡澤完治 | 岡澤完治 | 岡澤完治 |  |  |  |  |  |  |  |  |  |  |  |  |  |  |  |  |  |  |  |  |  |  |  |  |  |  |  |  |  |  |  |  |
|  |  |  |  | 〇       | 〇       | 〇       | 〇       | 〇         | 〇         |            |            | 西村栄一   | 西村栄一   | 西村栄一 | 西村栄一 | 西村栄一 | 西村栄一 |          |          |          |          |          |          | 秀子       | 秀子       | 秀子       | 秀子       | 秀子       | 秀子       |  |  | 岡澤完治 | 岡澤完治 | 岡澤完治 | 岡澤完治 | 岡澤完治 | 岡澤完治 |  |  |  |  |  |  |  |  |  |  |  |  |  |  |  |  |  |  |  |  |  |  |  |  |  |  |  |  |  |  |  |  |
|  |  |  |  |          |          |          |          |            |            |            |            |            |            |          |          |          |          |          |          |          |          |          |          |            |            |            |            |            |            |  |  |          |          |          |          |          |          |  |  |  |  |  |  |  |  |  |  |  |  |  |  |  |  |  |  |  |  |  |  |  |  |  |  |  |  |  |  |  |  |
|  |  |  |  | 西村章三 | 西村章三 | 西村章三 | 西村章三 | 西村章三   | 西村章三   |            |            |            |            |          |          |          |          | 西村眞悟 | 西村眞悟 | 西村眞悟 | 西村眞悟 | 西村眞悟 | 西村眞悟 |            |            |            |            |            |            |  |  | 妻       | 妻       | 妻       | 妻       | 妻       | 妻       |  |  |  |  |  |  |  |  |  |  |  |  |  |  |  |  |  |  |  |  |  |  |  |  |  |  |  |  |  |  |  |  |
|  |  |  |  | 西村章三 | 西村章三 | 西村章三 | 西村章三 | 西村章三   | 西村章三   |            |            |            |            |          |          |          |          | 西村眞悟 | 西村眞悟 | 西村眞悟 | 西村眞悟 | 西村眞悟 | 西村眞悟 |            |            |            |            |            |            |  |  | 妻       | 妻       | 妻       | 妻       | 妻       | 妻       |  |  |  |  |  |  |  |  |  |  |  |  |  |  |  |  |  |  |  |  |  |  |  |  |  |  |  |  |  |  |  |  |

## 選挙歴
| 当落 | 選挙                     | 執行日         | 年齢 | 選挙区               | 政党                       | 得票数     | 得票率 | 定数 | 得票順位 /候補者数 | 政党内比例順位 /政党当選者数 |
| ---- | ------------------------ | -------------- | ---- | -------------------- | -------------------------- | ---------- | ------ | ---- | ------------------ | ---------------------------- |
| 落   | 第16回参議院議員通常選挙 | 1992年07月26日 | 44   | 大阪府選挙区         | 連合の会                   | 36万4430票 | 11.45% | 3    | 5/30               | /                            |
| 当   | 第40回衆議院議員総選挙   | 1993年07月18日 | 45   | 旧大阪5区            | 民社党                     | 10万6203票 | 14.26% | 5    | 4/7                | /                            |
| 当   | 第41回衆議院議員総選挙   | 1996年10月20日 | 48   | 大阪17区             | 新進党                     | 7万2359票  | 42.69% | 1    | 1/4                | /                            |
| 比当 | 第42回衆議院議員総選挙   | 2000年06月25日 | 51   | 比例近畿（大阪17区） | 自由党                     | 2万8345票  | 15.95% | 30   | 4/6                | 1/3                          |
| 当   | 第43回衆議院議員総選挙   | 2003年11月09日 | 55   | 大阪17区             | 民主党                     | 6万9861票  | 40.31% | 1    | 1/4                | /                            |
| 比当 | 第44回衆議院議員総選挙   | 2005年09月11日 | 57   | 比例近畿（大阪17区） | 民主党                     | 8万9279票  | 42.56% | 29   | 2/3                | 1/9                          |
| 落   | 第45回衆議院議員総選挙   | 2009年08月30日 | 61   | 大阪17区             | 改革クラブ                 | 3万6650票  | 17.05% | 1    | 3/4                | /                            |
| 当   | 第46回衆議院議員総選挙   | 2012年12月16日 | 64   | 比例近畿             | 日本維新の会               |            |        | 29   | /                  | 2/10                         |
| 落   | 第47回衆議院議員総選挙   | 2014年12月14日 | 66   | 大阪16区             | 次世代の党                 | 2万6567票  | 17.21% | 1    | 3/4                | /                            |
| 落   | 第24回参議院議員通常選挙 | 2016年07月10日 | 68   | 比例区               | 日本のこころを大切にする党 | 4万2296票  |        | 48   | /                  | /                            |

## 文献

### 著書
- 『亡国か再生か―自虐50年の戦後日本から脱却する』展転社、1995年12月。ISBN 978-4886561176。
- 『誰か祖国を思わざる―政治家の使命とは何か』展転社、1995年12月。ISBN 978-4877120559。
- 『海洋アジアの日出づる国』展転社、2000年1月。ISBN 978-4886561756。
- 『誰が国を滅ぼすのか―靖国、憲法、謝罪外交』徳間書店、2001年9月。ISBN 978-4198614171。
- 『闘いはまだ続いている』展転社、2003年6月。ISBN 978-4886562302。
- 『眞吾の憂国』高木書房、2005年4月。ISBN 978-4884710682。
- 『中国の恫喝に屈しない国』WAC、2010年12月23日。ISBN 978-4898316368。
- 『支那討つべし 西村眞悟が「歴史に学ぶ」』K&Kプレス、2014年1月24日。ISBN 978-4906674558。

### 共著
- 『この日本をどうする ： 再生のための10の対話』著、西村眞悟他述、文藝春秋、2001年3月、ISBN 978-4163572406
- 『国益会議 ： 「アメリカ一極支配時代」を日本はいかに生き抜くか』日下公人他著、PHP研究所、2003年7月、ISBN 978-4569629230